# Corynoptera deserta
Corynoptera deserta är en tvåvingeart som beskrevs av Heller och Menzel 2006. Corynoptera deserta ingår i släktet Corynoptera och familjen sorgmyggor. Arten är reproducerande i Sverige. Inga underarter finns listade i Catalogue of Life.